# Loisail
Loisail település Franciaországban, Orne megyében. Lakosainak száma 134 fő (2022. január 1.). Loisail Villiers-sous-Mortagne, Courgeon, Mortagne-au-Perche, Réveillon és Saint-Mard-de-Réno községekkel határos.

## Népesség
A település népességének változása:
| Lakosok száma | 132  | 128  | 130  | 126  | 126  | 126  | 129  | 131  | 134  |
|               | 2013 | 2015 | 2016 | 2017 | 2018 | 2019 | 2020 | 2021 | 2022 |